# Ja soszła s uma
Ja soszła s uma (ros. Я сошла с ума, „Zwariowałam”) – utwór rosyjskiego duetu pop-rockowego t.A.T.u. napisany przez Jelenę Kipier i Walerija Polijenko, a wyprodukowany przez Iwana Szapowałowa oraz Siergieja Gałojana, z debiutanckiego albumu grupy 200 po wstriecznoj (2001). Utwór został wydany jako pierwszy singiel zespołu 19 grudnia 2000 roku. Wcześniej, we wrześniu tego samego roku został wysłany do rosyjskich stacji radiowych, a miesiąc później – w październiku – swoją premierę na kanale MTV Rossija miał stworzony do piosenki teledysk. Singiel odniósł potężny sukces na listach przebojów – znalazł się na szczytach notowań najważniejszych rosyjskich radiostacji, takich jak Russkoje Radio, Dynamit, HIT-Fm, Europe Plus czy notowania MTV Rossija, do dziś został odtworzony w rosyjskim radiu ponad 2 mln razy, a jego oficjalna sprzedaż wynosi 50 tysięcy egzemplarzy, co i tak jest bardzo dobrym wynikiem biorąc pod uwagę skalę piractwa w Rosji (szacuje się, że liczba sprzedanych nielegalnych kopii wynosi 200 tys.). Utwór odniósł także duże sukcesy poza ojczyzną wokalistek – m.in. w Polsce czy Bułgarii, gdzie swoją premierę miał pod koniec 2001 roku. Piosenka w dużym stopniu zawdzięcza sukces swojemu kontrowersyjnemu teledyskowi, w którym pokazano namiętnie całujące się w strugach deszczu i śniegu nastoletnie, ubrane w katolickie mundurki wokalistki. Obmyślony przez menadżera grupy (Iwana Szapowałowa) wizerunek zespołu – nastoletnich lesbijek – w dużym stopniu przyczynił się do rozpoznawalności grupy i jej promocji. W 2002 roku światło dzienne ujrzała anglojęzyczna wersja utworu pt. „All the Things She Said”.

## Tło
W latach 1994–1997 Jelena Katina stawiała swoje pierwsze muzyczne kroki w dziecięcym zespole popowym Avenue. W 1997 roku wraz z Juliją Wołkową (z którą przyjaźniła się od dzieciństwa) przeszła do formacji Nieposiedy (pol. Wiercipięty). W 1998 roku Julia została usunięta z grupy, wskutek rzekomo złego zachowania, tj. palenia papierosów, picia alkoholu i kłótni z pozostałymi członkami grupy. Lena odeszła z zespołu w 1999. W tym samym roku psycholog dziecięcy Iwan Szapowałow oraz jego partnerzy biznesowi i przyjaciele – Aleksander Wojtyńskij i Boris Rienskij planowali stworzyć projekt muzyczny w Rosji. W maju w Moskwie odbyły się przesłuchania, w których wzięły udział m.in. Julia i Lena, która zaśpiewała „It Must Have Been Love” szwedzkiego zespołu Roxette, zadziwiając wszystkich swoimi zdolnościami wokalnymi. Pod koniec przesłuchania Iwan i Aleksander zawęzili liczbę poszukiwanych osób do dziesięciu, aż w końcu wybrali Lenę i Julię. Iwan spędzał cały czas z Julią, Aleksander z Leną. Koniec końców obaj stwierdzili, że rozpoczną pracę z Leną. Po krótkim czasie Iwan stwierdził jednak, że do projektu musi zostać dodana inna osoba, która byłaby przeciwieństwem Leny.

Ivan powiedział, że musi być jeszcze jedna dziewczyna, i że potrzebujemy żeby zespół, który ma powstać był sławny. On po prostu powiedział, że musimy mieć jeszcze jedną dziewczynę, ponieważ przez dwie osoby będzie weselej i ciekawiej, możemy wziąć kogoś nowego, innego, potem one dwie będą śpiewać. Teraz pracuję w nowym projekcie, nie w projekcie Ivana, on nie nadawał się do współpracy. Przez niego, potem dowiedziałem się, że dziewczyny zmieniły orientację, i zainteresowania, oraz jak widzimy, było to dobre.”

Po ostatecznym zrezygnowaniu z pomysłu realizowania kompozycji przez jedną wokalistkę, pod koniec 1999 roku do projektu dołączyła odrzucona wcześniej Wołkowa. Szapowałow widząc jak bardzo dziewczyny są zaprzyjaźnione, postanowił to wykorzystać nadając grupie lesbijski wizerunek, wskutek czego z projektu wycofał się Wojtyńskij. Uznał pomysł za zbyt niemoralny i nie chciał mieć z nim nic wspólnego. Duetowi nadano nazwę Таtu, która jest skróconą formą rosyjskiej frazy „Э та девочка любит ту девочку” (pol. Ta dziewczyna kocha tę dziewczynę). Przez kolejny rok Katina i Wołkowa nagrywały utwory na swój pierwszy album. Jego współautorką została Elena Kiper, z którą Szapowałow podpisał umowę po zrezygnowaniu Wojtyńskijego z pracy nad projektem. Oprócz Kiper do współpracy zaproszony został również Walerij Polijenko i Siergiej Gałojan.

## Lista utworów
Rosyjski maxi singiel CD
1. Я сошла с ума (originał)
2. Я сошла с ума (DJ Ram remiks)
3. Я сошла с ума (S. Gałojan remiks)
4. Я сошла с ума (DJ Ram Breakbeat remiks)
5. Я сошла с ума (HarDrum remiks)

- Я сошла с ума (widieo)
- Я Сошла С Ума (widieo-remiks)

Rosyjski maxi singiel kasetowy
1. Я сошла с ума (originał)
2. Я сошла с ума (DJ Ram remiks)
3. Я сошла с ума (S. Gałojan remiks)
4. Я сошла с ума (DJ Ram Breakbeat remiks)
5. Я сошла с ума (HarDrum remiks)

Polski singiel promocyjny CD
1. Ya Soshla S Uma (All the things she said)

## Sprzedaż
| Kraj/Region | Status | Sprzedaż |
| ----------- | ------ | -------- |
| Rosja       |        | 200.000  |

## Notowania
| Główne listy                      | Pozycja |
| Czechy – Top 50                   | 18      |
| Łotwa                             | 8       |
| Polska – Top 50                   | 1       |
| Rosja                             | 1       |
| Europa Wschodnia                  | 1       |
| Pozostałe listy                   |         |
| Polska – podsumowanie roku 30 Ton | 2       |